# Gransjön (Kvillinge socken, Östergötland, 650694-152069)
Gransjön är en sjö i Norrköpings kommun i Östergötland och ingår i Kilaån-Motala ströms kustområde.